# العلمين الجديدة
العلمين الجديدة مدينة مصرية جديدة من مدن الجيل الرابع في مصر، تقع في محافظة مطروح، وتتبع إدارياً لهيئة المجتمعات العمرانية الجديدة، أنشأت بقرار رئيس جمهورية مصر العربية رقم 108 لسنة 2018، ووضع الرئيس المصري عبد الفتاح السيسي حجر أساسها في يوم 1 مارس 2018، تبلغ مساحتها الإجمالية حوالي 48130.82 فدان، ويبلغ عدد السكان المستهدف حوالي مليوني نسمة، وتتولى الهيئة الهندسية للقوات المسلحة وهيئة المجتمعات العمرانية إنشاء مرافق المدينة محطة المياه، والصرف الصحي، وشبكات الكهرباء والطرق والمنشأت والأبراج السكنية. بخلاف المشاريع السكنية الخاصة.
تبدأ حدود مدينة العلمين الجديدة من طريق وادي النطرون إلى الضبعة، ويتم تحويل طريق اسكندرية مطروح الدولي بدايةً من الكيلو 93 إلى تقاطع وادي النطرون العلمين ليكون مدخل لمدينة العلمين بطول 33 كيلو، تقع العلمين الجديدة داخل الحدود الإدارية لمحافظة مطروح بطول 48 كم من الطريق الساحلي الدولي (مصر)، تنقسم المدينة إلى شريحة سياحية وتاريخية وسكنية. تقع الشريحة السياحية الاستثمارية الأولى على ساحل البحر المتوسط والشريحة الاستثمارية الثانية جنوب طريق اسكندرية مطروح الدولي أما الشريحة الثالثة فهي المنطقة التاريخية والأثرية بمقابر العلمين.

## المخطط العام
تضم المرحلة الأولى 5 آلاف وحدة بـ«الإسكان المتميز» و«سكن مصر»، و1320 وحدة بإسكان وسط المدينة، و350 وحدة بالكمبوند السكني، و 4500 وحدة بالأبراج الشاطئية (15 برجاً) من تنفيذ شركة سيتي إيدج للتطوير العقاري
تضم المدينة:
- 10 آلاف وحدة سكنية.
- قطاع ساحلي مكون من:

حي الفنادق – مركز المدينة – الحي السكني المميز – مركز المؤتمرات – حي حدائق العلمين – مرسى الفنارة – المنطقة الترفيهية – منتجع خاص – مركز ثقافي – إسكان سياحي – حي مساكن البحيرة – أرض المعارض.
- منطقة أثرية مكونة من:

متحف مفتوح – منتزه دولي – منطقة ترفيهية – فنادق – خدمات ميناء.
قطاع حضري مكون من: جامعة – مركز خدمات إقليمية.
- مركز سياحي عالمي على نسبة بناء 20%.
- 8 منصات منفصلة تطل على البحر.
- أبراج على كل منصة تصل ارتفاعها إلى 35 متر.

تتكون الأبراج من 3 أدوار تجارية وإدارية وكراج سفلي بجانب الوحدات السكنية
تقع المنطقة الترفيهية في مكان متميز على طريق الإسكندرية / مطروح بعد مارينا 7.
تم في أغسطس 2018 الإنتهاء من تنفيذ المرحلة الأولى من الممشى السياحي الترفيهي، بمدينة العلمين الجديدة، حيث تم الإنتهاء من أعمال حارات الدراجات، والبرجولات، ومقاعد الجلوس، وأعمدة الإنارة، وزراعة أشجار النخيل، وتهذيب الشواطئ، وإنشاء مباني دورات المياه، وخلع وتغيير الملابس، بجانب الانتهاء من تنفيذ البحيرة الصناعية، والتي تُعد بمثابة خزان للمياه الصالحة للزراعة، والمُستمدة من محطة تحلية تم تنفيذها بطاقة إنتاجية 500 م3/يوم، لحين الإنتهاء من رفع طاقتها الإنتاجية إلى ألف م3/يوم، لإمداد الحديقة المركزية والممشى السياحي بالمياه الصالحة للزراعة.
إنهاء وتشغيل مبنى مطعم التبة بإدارة عالمية لبنانية، وبمواصفات قياسية، ومُزوّد بحمامات السباحة، وشواطئ مُجهزة للاستخدام، وجارٍ الانتهاء من مطعم التبة 2، بجانب الانتهاء من 4 أماكن كافيتريات، مُجهزة للطرح والاستخدام.
جراج الرئيسي، الذي يسع 3 آلاف سيارة بالمنطقة الترفيهية، كما يتم تنفيذ الدور الأرضي فوق الجراج، والذي يحتوي على العديد من النوافير، والشلالات، وشاشات العرض، والمطاعم والكافيتريات، والأماكن الترفيهية، وفروع البنوك، وفندق صغير للاستمتاع بأجمل رقعة بالساحل الشمالي الغربي.

## الخدمات

### التعليم
تضم مدينة العلمين الجديدة جامعتين هما (جامعة العلمين الدولية، وفرع الأكاديمية العربية للعلوم والتكنولوجيا والنقل البحري).

### الرياضة والترفيه
- متحف العلمين العسكري الجديد هو متحف يجسد المعارك التي دارت خلال الحرب العالمية الثانية في منطقة العلمين، وخاصة معركة العلمين التي كانت شكلت النجاح العسكري الأبرز للحلفاء في شمال إفريقيا، ويتضمن خرائط ومخطوطات وأسلحة ومدرعات ومجسمات خاصة بهذه المعارك. ويقع المتحف جنوب مدينة العلمين الجديدة، تم إنشاء المتحف القديم عام 1965 في عهد الرئيس جمال عبد الناصر في موقع معركة العلمين بالضبط، وتم تطويره بالتعاون بين الدول التي شاركت في الحرب، وتم افتتاح المتحف مرة أخرى بعد التطوير عام 1992.[10] ويتكون المتحف الجديد من عدد من القاعات مثل قاعة إيطاليا، وتعرض متعلقات القوات الإيطالية التي شاركت في الحرب من تماثيل للجنود، والآلات الجراحية والأسلحة، وقاعة مصر التي تعرض الأسلحة واللوحات والصور الفوتوغرافية التي توثق المعركة، وقاعة ألمانيا بما تحوية من بعض المقتنيات، وقاعة بريطانيا والقاعة المشتركة.

- المنطقة التراثية

من المقرر الانتهاء من تنفيذ المدينة التراثية بمدينة العلمين الجديدة، بنهاية شهر يونيو 2020، بمسطح 230 فداناً، وتضم (المكتبة – المتحف – City Hall – الكنيسة – المسجد – الحديقة المتحفية – الأوبرا - الساحات – المناطق الترفيهية والتجارية والاستثمارية.
ويوجد في المنطقة التراثية مجمع سينمات يستطيع عرض 9 أفلام في الوقت نفسه، ويوجد منطقة خاصة للكافيهات والمطاعم، ويوجد مسرح روماني مكشوف لإقامة الحفلات الموسيقية، ويستوعب 800 فرد خلال الحفلة الواحدة، وأرض المعارض التي تمتد على مساحة 13 ألف متر مسطح، والتي تتكون من 5 قاعات.

## البنية التحتية

### الطرق والمواصلات
يتم تنفيذ أعمال الطرق والكباري والمرافق بمدينة العلمين الجديدة، وفقاً للخطة الزمنية، ومنها : تحويل الطريق الساحلي بطول 38 كم - طريق جنوب مارينا بطول 10 كم - 4 كباري أعلى بوغاز على الطريق A5 - 2 كوبري على الطريق C-5 أعلى البحيرة - كباري المشاة أسفل طريق A5 - كوبري أعلى السكة الحديد عند الكيلو 133.10 - كوبري أعلى البحيرة على طريق C15 - 6 كباري أعلى البحيرة بالمنطقة الشاطئية - 3 كباري أعلى طريق وادي النطرون العلمين، ويتم حاليًا إنشاء محطة رئيسية بالمدينة ضمن الخط الأول من مشروع القطار الكهربائي السريع بطول 660 كم، والذي سيربط العلمين الجديدة بالعين السخنة على البحر الأحمر ومرسى مطروح على البحر الأبيض المتوسط.

## أبراج العلمين الجديدة
عام 2018 أعلنت شركة سيتي إيدج للتنمية العقارية عن مشروعها الضخم في مدينة العلمين الجديدة، وهو مشروع أبراج العلمين، قامت بتنفيذه على عدة مراحل، ففي المرحلة الأولى نفذت 15 برجا، وفي المرحلة الثانية نفذت 3 أبراج أخرى على مساحة 60 فدان. ومن المقرر أنه سيتم تنفيذ 10 أبراج إضافية في مدينة العلمين أيضا.
تقع أبراج العلمين الجديدة في قلب مدينة العلمين الجديدة، في الكيلو 48 من طريق الإسكندرية - مرسى مطروح، قلب الساحل الشمالي. تقع أبراج العلمين الجديدة على مقربة من أهم المعالم السياحية مثل متحف العلمين العسكري ومارينا العلمين. وفنادق مثل Rixos Premium Alamein و Hotelux La Playa Alamein. تحتوي أبراج العلمين على قسمين من الأبراج، وهم: أبراج نورث إيدج، وهي توفر وحدات متنوعة من الشقق والشاليهات، وأبراج ذا جيت التي توفر شقق فقط.
تقع الأبراج بالقرب من مجموعة واسعة من المرافق الترفيهية والتجارية، مع وجود أكثر من 25,000 غرفة فندقية موزعة على مساحة شاسعة تبلغ 77,070 فداناً. مدينة العلمين الجديدة تستقطب ملايين الزوار سنوياً، حيث تتميز بكونها مركزاً ثقافياً وتعليمياً، حيث تضم متحفاً مفتوحاً يعرض تاريخ المنطقة، ومركزاً ثقافياً يقدم مجموعة متنوعة من الأنشطة الفنية والثقافية. كما تستضيف المدينة جامعة عريقة تقدم برامج تعليمية متخصصة في مختلف المجالات، مما يجعلها وجهة جاذبة للطلاب والباحثين.

## معرض الصور

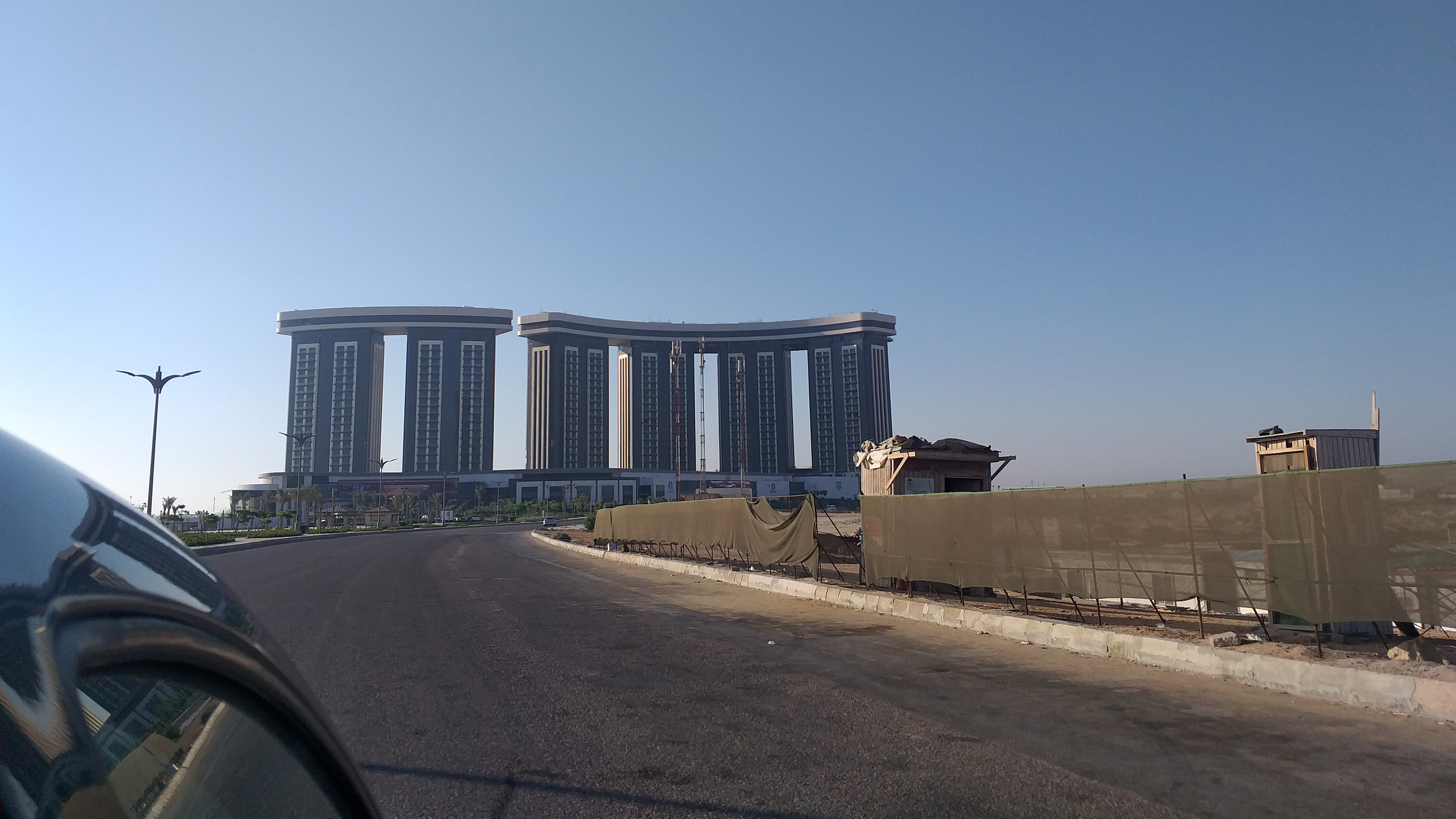
فندق ريجال هايتس
الأبراج
الأبراج

## وصلات خارجية
- صفحة المدينة على موقع هيئة المجتمعات العمرانية الجديدة